# Hannu Lintu
Hannu Petteri Lintu (Rauma, 13 de octubre de 1967) es un director de música finlandés.

## Trayectoria
Lintu estudió piano y violonchelo en el Conservatorio de Turku y en la Academia Sibelius. Posteriormente estudió dirección de orquesta con Atso Almila, Jorma Panula y Eri Klas; también asistió a clases magistrales con Iliá Musin. En 1994, ganó el Concurso Nórdico de Dirección. Se graduó en la Academia Sibelius en 1996 con todos los honores. Recibió un nombramiento de profesor de dirección de orquesta a tiempo parcial en la Academia Sibelius en septiembre de 2014.
De 1998 a 2001, Lintu fue director titular de la Filarmónica de Turku. En 2005, se desempeñó como director artístico del conjunto de música contemporánea Avanti!. Lintu fue director titular de la Orquesta Filarmónica de Tampere de 2009 a 2013. En diciembre de 2010, la Orquesta Sinfónica de la Radio Finlandesa anunció el nombramiento de Lintu como su octavo director titular, a partir del 1 de agosto de 2013, con un contrato inicial de 3 temporadas. Tuvo el título de principal director invitado de la orquesta para la temporada 2012-2013. En abril de 2016, el FRSO anunció la extensión de su contrato como director titular hasta 2021.
Fuera de Finlandia, Lintu fue director titular y artístico de la Orquesta Sinfónica de Helsingborg de 2002 a 2005. Lintu actuó por primera vez con la Orquesta Sinfónica Nacional de la RTE en enero de 2009. Como consecuencia de su actuación fue nombrado principal director invitado de la Orquesta Sinfónica Nacional de la RTE, a partir de la temporada 2010-2011.
Lintu reside en Helsinki. Ha realizado grabaciones comerciales para marcas como Claves, Dacapo, Danacord, Hyperion, Naxos, y Ondine.